# The Rifles
The Rifles is een Engelse indie-rockband uit Walthamstow, Londen.

## Geschiedenis
The Rifles zijn sterk beïnvloed door bands als The Clash, The Jam en de britpop van de jaren negentig. Hun debuutalbum No Love Lost kwam uit op 17 juli 2006 en werd geproduceerd door Ian Broudie. Het tweede album Great Escape verscheen op 26 januari 2009.
Eind 2010 werd bekend dat Robert Pyne en Grant Marsh de band hadden verlaten en dat de band zou verdergaan met nieuwe muzikanten voor hun functies. Toetsenist Dean Mumford werd aangetrokken voor liveoptredens. Jeugdvrienden Lee Burgess en Kenton Shinn van de band Garda werden vervolgens aangetrokken. Op 19 september 2011 kwam het album Freedom Run uit.
In mei 2013 zijn de oorspronkelijke vier bandleden weer bij elkaar gekomen om te werken aan een vierde album. Het album None The Wiser kwam in 2014 uit onder label Cooking Vinyl. Onder dit label werd ook Big Life uitgebracht als vijfde officiële studioalbum in 2016.

## Leden
- Joel Stoker (leadzanger, gitaar)
- Lucas Crowther (gitaar)

## Discografie

### Albums
- 'The Dreams Of A Bumblebee' (eigen beheer)
- 'No Love Lost' (17 juli 2006)
- 'Great Escape' (26 januari 2009)
- 'Acoustic #1'
- 'Freedom Run' (19 september 2011)
- 'None The Wiser' (27 januari 2014)
- 'Big Life' (19 August 2016)

### Ep's
- Live at Shepherds Bush Empire, London (4 oktober 2007)
- The Rifles EP, december 2008

### Singles
| Jaar | Single                               | Album                                      |
| ---- | ------------------------------------ | ------------------------------------------ |
| 2005 | "Peace & Quiet"                      | "No Love Lost"                             |
| 2005 | "When I'm Alone"                     | "No Love Lost"                             |
| 2005 | "Local Boy"                          | "No Love Lost"                             |
| 2006 | "Repeated Offender"                  | "No Love Lost"                             |
| 2006 | "She's Got Standards"                | "No Love Lost"                             |
| 2006 | "Peace & Quiet (opnieuw uitgebracht) | "No Love Lost"                             |
| 2007 | "Talking"                            | Live at Shepherds Bush Empire (The Rifles) |
| 2008 | "The Great Escape"                   | The Rifles EP                              |
| 2008 | "I Could Never Lie"                  | The Rifles EP                              |
| 2009 | "Fall To Sorrow"                     | The Great Escape                           |
| 2009 | "The General"                        | The Great Escape                           |